# Новозеландский зуёк
Новозеландский зуёк (лат. Charadrius novaeseelandiae) — вид птиц семейства ржанковых. Подвидов не выделяют. Эндемик Новой Зеландии.

## Таксономия
Впервые новозеландский зуёк был научно описан немецким врачом, ботаником и химиком Иоганном Ф. Гмелином в 1789 году в 13-м издании Systema Naturae. Он поместил его вместе с ржанками в род Charadrius под биноменом Charadrius novaeseelandiae. Гмелин основал свое описание на "новозеландской ржанке", которая была описана и проиллюстрирована в 1785 году английским орнитологом Джоном Лейтемом в его "A General Synopsis of Birds" на основании образца, собранного недалеко от пролива Королевы Шарлотты. Позднее этот вид был помещён в род Thinornis, который был введен в 1844 году английским зоологом Джорджем Робертом Греем.

## Описание
Новозеландский зуёк — небольшая ржанка длиной около 20 см. Характерная чёрная (у самцов) или тёмно-коричневая (у самок) маска покрывает лоб, лицо горло и шею. Белая полоса проходит  вокруг головы над глазами. Макушка, затылок и верхняя часть тела серовато-коричневые с тёмными коричневыми крапинками. Нижняя часть тела белого цвета. В полёте видны широкие белые полосы на крыльях. Клюв относительно длинный и заострённый; оранжевого цвета с тёмным кончиком. Окологлазное кольцо оранжево-красное, ноги оранжевые. 

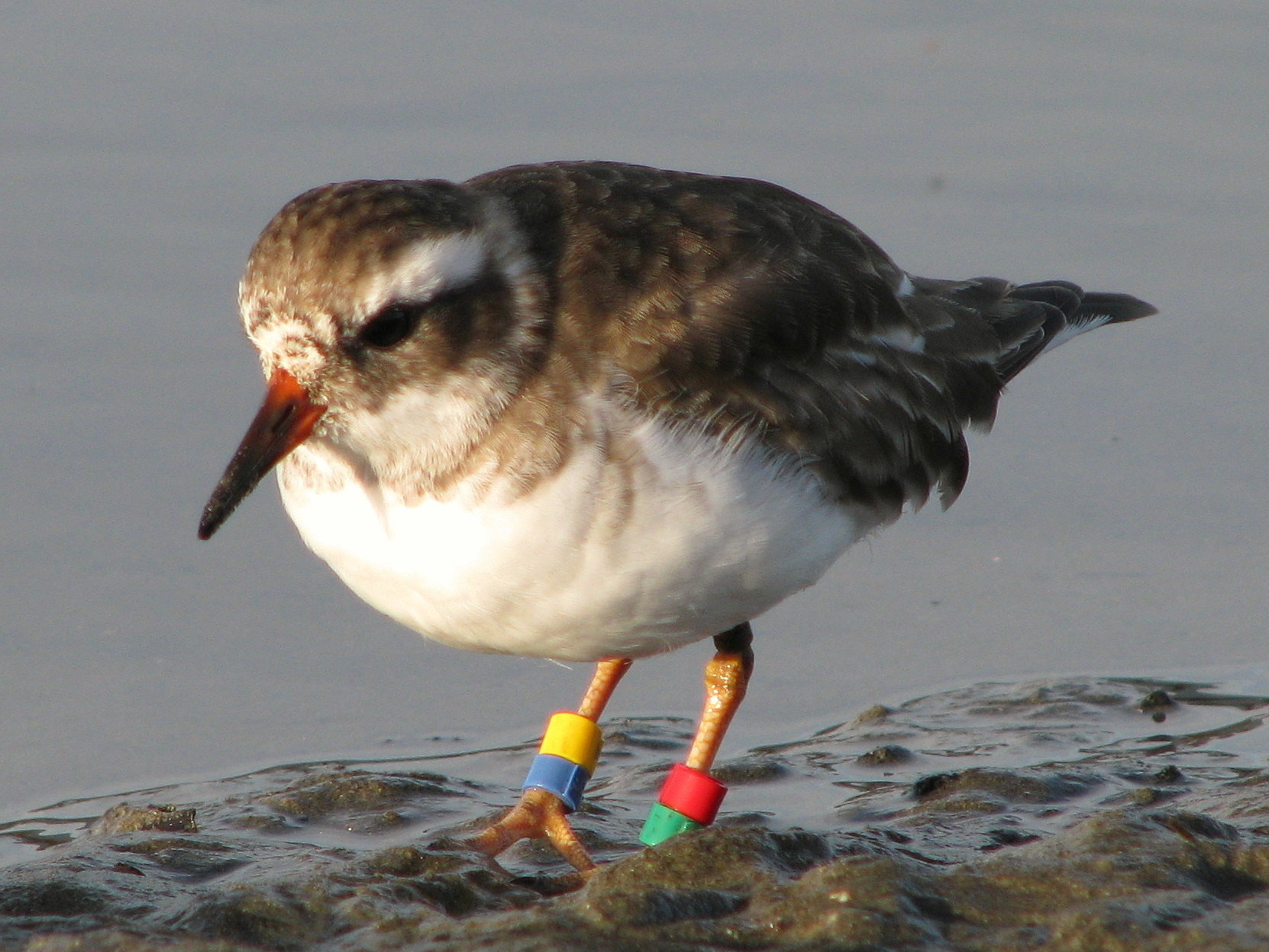
Молодая особь новозеландского зуйка

У молодых особей верхняя часть коричневатая, а нижняя — белая.  У них отсутствует маска на лице, хотя вокруг глаз имеется тёмное пятно, а лоб и полоса вокруг головы белые. Тёмная маска на лице обычно становится заметной примерно в возрасте 6 месяцев. Клюв у молодых особей тёмный, с небольшим участком тускло-оранжевого цвета у основания. 

## Распространение
Ранее новозеландский зуёк был широко распространён на прибрежных территориях материковой части Новой Зеландии, но был истреблён примерно к 1870-м годам. С тех пор встречался только на островах Чатем, где ареал продолжал сокращаться по мере распространения хищников. Примерно к 1900 году считалось, что осталась одной популяция на острове Рангатира. Однако в 1999 году на Западном рифе у острова Чатем была обнаружена небольшая популяция; эта популяция быстро сокращалась, и последняя птица была взята в неволю в 2003 году. Некоторые особи регулярно добираются до острова Питт, и небольшая популяция была восстановлена на острове Мангере. В течение последних 20 лет птиц, выращенных в неволе, выпускали на острова вокруг материковой части Новой Зеландии; птицы из этих выпусков часто кочуют в близлежащие районы материка.

## Биология
Новозеландский зуёк добывает пищу на влажных, голых или покрытых водорослями прибрежных скальных платформах в приливной зоне. В состав рациона входят веслоногие ракообразные, личинки насекомых  и амфиподы.

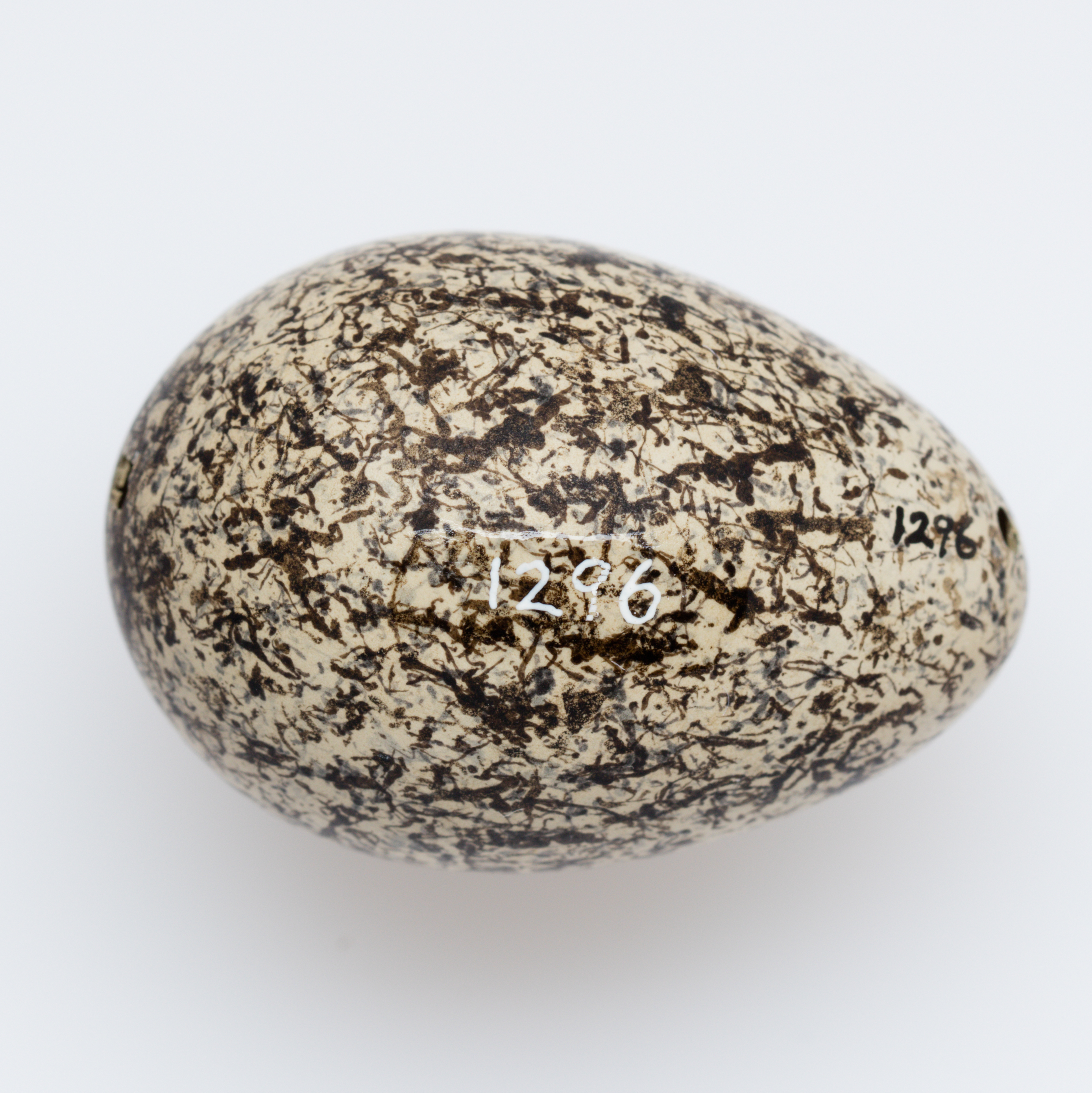
Яйцо новозеландского зуйка из коллекции Музея Окленда

Новозеландский зуёк — моногамный вид, в сезон размножения родительская пара птиц активно защищает гнездовую территорию от сородичей. Гнездо обычно размещается под укрытиями (под покровом растительности, среди коряг, под валунами). Откладывает яйца в октябре. Если по каким-либо причинам кладка или выводок теряются, то возможно повторное размножение до января. В кладке два — три яйца. Насиживают обе родительские птицы, но в дневные часы преимущественно самка, а самец — ночью. Инкубационный период занимает около 28 дней. Птенцы оперяются через 29—63 дня, в зависимости от наличия корма, обычно через 35—45 дней.